# 德波 (印第安納州)
德波（英語：Depauw）是位於美國印地安納州哈里森縣的一個非建制地區。該地的面積和人口皆未知。